# NGC 3162
NGC 3162 est une galaxie spirale intermédiaire située dans la constellation du Lion. NGC 3162 a été découverte par l'astronome germano-britannique William Herschel en 1784. Cette galaxie a aussi été observée par l'astronome prussien Heinrich d'Arrest le 21 février 1863 et elle a été inscrite au catalogue NGC sous la désignation NGC 3575.

## Caractéristiques
Sa vitesse par rapport au fond diffus cosmologique est de 1 613 ± 22 km/s, ce qui correspond à une distance de Hubble de 23,8 ± 1,7 Mpc (∼77,6 millions d'al).
La classe de luminosité de NGC 3162 est II-III et elle présente une large raie HI.
À ce jour, huit mesures non basées sur le décalage vers le rouge (redshift) donnent une distance de 22,050 ± 5,957 Mpc (∼71,9 millions d'al), ce qui est à l'intérieur des valeurs de la distance de Hubble.

## Trou noir supermassif
Selon un article basé sur les mesures de luminosité de la bande K de l'infrarouge proche du bulbe de NGC 3162, on obtient une valeur de 106,5 {\displaystyle M_{\odot }} (3,2 millions de masses solaires) pour le trou noir supermassif qui s'y trouve.

## Groupe de NGC 3227
NGC 3162 fait partie du groupe de NGC 3227. En plus de NGC 3162 et de NGC 3227, ce groupe comprend au moins 16 autres galaxies dont NGC 3177, NGC 3185, NGC 3187, NGC 3190, NGC 3193, NGC 3213, NGC 3226, NGC 3227, NGC 3287 et NGC 3301.
Sur le site « Un Atlas de l'Univers », Richard Powell place cette galaxie dans le groupe de NGC 3190 avec 4 autres galaxies qui font aussi partie du groupe de NGC 3227 de Garcia, soit NGC 3185, NGC 3187, NGC 3190 et NGC 3193.